# 福氏多鬚䱛
福氏多鬚䱛為輻鰭魚綱鱸形目鱸亞目石首魚科的其中一種，分布南美洲亞馬遜河及奧里諾科河流域，體長可達25公分，棲息在溪流，屬肉食性，以魚類為食，可做為食用魚及觀賞魚。